# Заболотье (Холмогорский район)
За́болотье — деревня в Холмогорском районе Архангельской области. Административный центр Зачачьевского сельского поселения.

## География
Деревня находится на правом берегу реки Большая Чача (правый приток реки Емца), в пойме Северной Двины. Заболотье располагается неподалёку от федеральной дороги М8 «Холмогоры» (Архангельск-Москва).

## История
Известна с XVII века. В деревне в своё время на обед останавливался русский царь Пётр I, когда по Северной Двине двигался в сторону Архангельска.

## Население
| 2002 | 2010 | 2012 |
| ---- | ---- | ---- |
| 420  | ↘390 | ↗446 |

Численность населения деревни, по данным Всероссийской переписи населения 2010 года, составляла 390 человек. На 1.01.2010 числилось 436 чел., из них 108 пенсионеров и 90 детей в возрасте до 16-ти лет. Население Заболотья со сросшейся с ней деревней Кулига составляет 445 человек.

### Карты
- Заболотье. Публичная кадастровая карта